# Kenny Pickett (Footballspieler)
Kenneth Shane „Kenny“ Pickett (geboren am 6. Juni 1998 in Oakhurst, New Jersey) ist ein US-amerikanischer American-Football-Spieler auf der Position des Quarterbacks. Er spielte College Football für die Pittsburgh Panthers und wurde in der ersten Runde des NFL Draft 2022 von den Pittsburgh Steelers ausgewählt. Seit 2025 steht Pickett bei den Cleveland Browns unter Vertrag. Mit den Philadelphia Eagles gewann Pickett als Ersatzspieler den Super Bowl LIX.

## College
Pickett besuchte die Ocean Township High School in seiner Heimatstadt Oakhurst, New Jersey. Dort spielte er erfolgreich Baseball, Basketball und Football. Ab 2017 ging Pickett auf die University of Pittsburgh, um College Football für die Pittsburgh Panthers zu spielen.
Als Freshman war Pickett hinter Max Browne und Ben DiNucci der dritte Quarterback seines Teams. Nachdem Browne sich im Oktober verletzt hatte und für den Rest der Saison ausfiel, kam Pickett in der zweiten Halbzeit der Partien gegen die NC State Wolfpack und die Virginia Tech Hokies zum Einsatz. Im letzten Spiel der Saison erhielt Pickett den Vorzug vor DiNucci als Starting-Quarterback und stand damit erstmals von Beginn an für die Panthers auf dem Feld. Bei seinem Debüt als Starter erzielte Pickett drei Touchdowns und führte Pittsburgh zu einem 24:14-Sieg gegen die klar favorisierten Miami Hurricanes. Daraufhin ging Pickett als Starting-Quarterback in seine zweite Saison am College.
In der Saison 2018 konnte Pickett nicht an den überzeugenden Eindruck aus seinem ersten Spiel als Starter anschließen und erzielte nur in einem Spiel mehr als 200 Yards Raumgewinn im Passspiel. Dennoch blieb er auch in den folgenden Jahren der Passgeber der Panthers. Unter dem neuen Offensive Coordinator Mark Whipple kam Pickett 2019 auf insgesamt 3098 Yards Raumgewinn und zog mit den Panthers in den Quick Lane Bowl ein, in dem er als MVP ausgezeichnet wurde. Nach einem guten Start in die Saison 2020 fiel Pickett mit einer Knöchelverletzung für zwei Partien aus. Mit einer Passquote von 61,1 %, 2408 Yards Raumgewinn und 13 Touchdowns bei neun Interceptions zeigte er ähnliche Leistungen wie im Vorjahr.
Wegen der COVID-19-Pandemie in den Vereinigten Staaten erhielten alle College-Football-Spieler ein zusätzliches Jahr Spielberechtigung, weswegen Pickett auch 2021 für die Panthers spielen konnte. Er konnte sich im Vergleich zu den Vorsaisons deutlich verbessern und wurde im Laufe der Saison zunehmend als Kandidat für die Heisman Trophy genannt. Im Laufe der Saison stellte er die von Dan Marino aufgestellten Schulrekorde für die meisten Passing-Yards und Touchdowns eines Spielers von Pittsburgh ein. Pickett führte die Panthers zu ihrer ersten Meisterschaft in der Atlantic Coast Conference (ACC) und belegte bei der Wahl zur Heisman Trophy den dritten Platz hinter Quarterback Bryce Young und Defensive End Aidan Hutchinson. Zudem gewann er den Johnny Unitas Golden Arm Award, wurde als Player of the Year in der ACC ausgezeichnet und zum All-American gewählt. Nach dem Ende des akademischen Jahres 2021/22 wurde Pickett in allen Sportarten zum ACC-Männersportler des Jahres ernannt und teilte die Ehre mit der Lacrosse-Spielerin des Boston College, Charlotte North, der Preisträgerin der Frauen.
| 2017                         | Pittsburgh | 4  | 39–66     | 59,1 | 509    | 1  | 1  | 125,8 |
| 2018                         | Pittsburgh | 14 | 180–310   | 58,1 | 1969   | 12 | 6  | 120,3 |
| 2019                         | Pittsburgh | 12 | 289–469   | 61,6 | 3098   | 13 | 9  | 122,4 |
| 2020                         | Pittsburgh | 9  | 203–332   | 61,1 | 2408   | 13 | 9  | 129,6 |
| 2021                         | Pittsburgh | 13 | 334–497   | 67,2 | 4319   | 42 | 7  | 165,3 |
| Gesamt                       | Gesamt     | 52 | 1045–1674 | 62,4 | 12.303 | 81 | 32 | 136,3 |
| Quelle: sports-reference.com |            |    |           |      |        |    |    |       |

## NFL
Pickett wurde im NFL Draft 2022 an 20. Stelle als erster und einziger Quarterback in der ersten Runde von den Pittsburgh Steelers ausgewählt. Er ging als zweiter Quarterback hinter Mitchell Trubisky in seine erste NFL-Saison. Da Trubisky in seinen Auftritten als Starter blass blieb, wurde er am vierten Spieltag bei der Partie gegen die New York Jets zur Halbzeit ausgewechselt und durch Pickett ersetzt, der damit sein Debüt in der NFL gab. Dabei warf Pickett drei Interceptions, darunter eine Hail Mary am Ende der Partie, brachte aber alle anderen zehn seiner 13 Passversuche an. Er erzielte 120 Yards Raumgewinn im Passspiel und erlief zwei Touchdowns, die Steelers verloren das Spiel mit 20:24. In der Folge ernannten die Steelers Pickett für den fünften Spieltag gegen die Buffalo Bills erstmals zu ihrem Starting-Quarterback.
Bei seinem ersten Start brachte Pickett 34 von 52 Pässen (65,4 %) für 327 Yards ans Ziel und warf eine Interception. Die Steelers verloren mit 3:38. In der folgenden Woche warf Pickett gegen die Buccaneers seinen ersten Touchdownpass. Wegen einer Gehirnerschütterung musste er im dritten Viertel ausgewechselt werden. Pittsburgh gewann mit 20:18 und Pickett verzeichnete damit seinen ersten Sieg als Starter. Aufgrund einer weiteren Gehirnerschütterung in Woche 14 verpasste Pickett die Partie am 15. Spieltag. In Woche 16 und Woche 17 führte Pickett die Steelers jeweils mit einem Touchdown in der letzten Spielminute zu Siegen. Insgesamt war Pickett in seiner ersten NFL-Saison in 12 von 13 Spielen, die er bestritt, Starter. Er brachte 245 von 389 Pässen für 2404 Yards und sieben Touchdowns ans Ziel, dabei unterliefen ihm neun Interceptions. Zudem erlief er 237 Yards und drei Touchdowns bei 55 Versuchen. Pickett gewann sieben von zwölf Spielen als Starter.
In der Saison 2023 bestritt Pickett 12 Spiele als Starter, von denen die Steelers sieben gewannen. Allerdings blieb Pickett dabei weitgehend blass und verzeichnete lediglich 2070 Yards Raumgewinn im Passspiel und sechs Touchdownpässe. Wegen einer Knöchelverletzung fiel er zum Saisonende hin aus. Als Pickett wieder einsatzbereit war, blieb dennoch der zwischenzeitlich spielende Mason Rudolph Starter.
Im März 2024 gaben die Steelers Pickett zusammen mit einem Viertrundenpick 2024 im Austausch gegen einen Drittrunden- und zwei Siebtrundenpicks an die Philadelphia Eagles ab. Zuvor hatten sie mit Russell Wilson einen neuen Quarterback unter Vertrag genommen. Als Backup von Jalen Hurts kam er in fünf Spielen zum Einsatz, dabei warf er zwei Touchdownpässe und eine Interception bei 291 Yards Raumgewinn. Pickett erreichte mit den Eagles den Super Bowl LIX. Beim 40:22-Sieg gegen die Kansas City Chiefs stand Pickett in den Schlussminuten statt Hurts auf dem Feld, um das zu diesem Zeitpunkt sportlich bereits entschiedene Spiel zu Ende zu bringen.
Im März 2025 gaben die Eagles Pickett im Austausch gegen einen Fünftrundenpick 2025 sowie Quarterback Dorian Thompson-Robinson an die Cleveland Browns ab.

## NFL-Statistiken
| 2022                               | PIT    | 13 | 12 | 245–389 | 63,0 | 2404 | 7  | 9  | 76,7 | 55  | 237 | 4,3 | 3 |
| 2023                               | PIT    | 12 | 12 | 201–324 | 62,0 | 2070 | 6  | 4  | 81,4 | 42  | 54  | 1,3 | 1 |
| 2024                               | PHI    | 5  | 1  | 25–42   | 59,5 | 291  | 2  | 1  | 86,5 | 9   | 15  | 1,7 | 1 |
| Gesamt                             | Gesamt | 30 | 25 | 471–755 | 62,4 | 4765 | 15 | 14 | 79,3 | 106 | 306 | 2,9 | 5 |
| Quelle: pro-football-reference.com |        |    |    |         |      |      |    |    |      |     |     |     |   |